# John Ponsonby
John Ponsonby, 1º visconde Ponsonby (c. 1770 – 22 de fevereiro de 1855) foi um diplomata e político britânico.  Era o filho mais velho de William Ponsonby, 1º Baron Ponsonby.
Serviu como membro da Irish House of Commons  por Tallaght (1793–1797) e por Dungarvan (1797–1800).  Foi membro do Parlamento do Reino Unido por Galway (1801–1802).
Sucedeu seu pai como  2º barão Ponsonby em 1806.

## Postos diplomáticos de Lord Ponsonby
Enviado extraordinário britânico para:
- Buenos Aires (1826–1828) e  Rio de Janeiro (1828–1829) - onde mediou a crise da Província Cisplatina entre Brasil e Argentina, resultando na criação da República Oriental do Uruguai
- Bruxelas (1830–1831)
- Nápoles (1832)

Embaixador britânico para:
- Constantinopla (1832,1841)
- Viena (1846,1850)

Em 20 de abril de 1839, foi-lhe criado o título  Visconde Ponsonby, de Imokilly , no Condado de Cork.